# سدیو
سدیو (به لاتین: Sédhiou Region) یک منطقهٔ مسکونی در سنگال است که در سنگال واقع شده‌است. سدیو ۷٬۳۴۱ کیلومتر مربع مساحت و ۴۳۴٬۸۷۷ نفر جمعیت دارد.